# Sedayu (Sapuran)
Sedayu is een bestuurslaag in het regentschap Wonosobo van de provincie Midden-Java, Indonesië. Sedayu telt 4921 inwoners (volkstelling 2010).